# Charles J. Warner
Charles Joseph Warner (* 29. März 1875 im Lancaster County, Nebraska; † 24. September 1955 in Lincoln, Nebraska) war ein US-amerikanischer Politiker. Zwischen 1949 und 1955 war er Vizegouverneur des Bundesstaates Nebraska.

## Werdegang
Charles Warner besuchte bis 1899 die University of Nebraska. Danach studierte er an der George Washington University in Washington, D.C. Jura. Später betätigte er sich jedoch hauptsächlich als Farmer und Viehzüchter. Politisch schloss er sich der Republikanischen Partei an. Zwischen 1901 und 1907 saß er als Abgeordneter im Repräsentantenhaus von Nebraska; von 1919 bis 1937 gehörte er dem Staatssenat an. Im Jahr 1937 wurden die beiden Kammern der Staatslegislative zu einem Abgeordnetenhaus zusammengelegt, die sich bis heute Nebraska Legislature nennt. Von 1937 bis 1939 war Warner Mitglied und erster Präsident dieser neuen Volksvertretung. Warner unternahm drei vergebliche Versuche, zum Gouverneur seines Staates gewählt zu werden. In den Jahren 1944 und 1952 nahm er als Delegierter an den jeweiligen Republican National Conventions teil.
1948 wurde Warner an der Seite von Val Peterson zum Vizegouverneur von Nebraska gewählt. Dieses Amt bekleidete er nach drei Wiederwahlen zwischen 1949 und seinem Tod am 24. September 1955. Dabei war er Stellvertreter des Gouverneurs und formaler Vorsitzender der Nebraska Legislature. Seit 1953 diente er unter dem neuen Gouverneur Robert B. Crosby und seit Januar 1955 unter dessen Nachfolger Victor Emanuel Anderson.